# Bisdom Luziânia
Het bisdom Luziânia (Latijn: Dioecesis Lucianiensis) is een rooms-katholiek bisdom met als zetel Luziânia, in Brazilië. Het bisdom is suffragaan aan het aartsbisdom Brasilia.

## Geschiedenis
Het bisdom werd opgericht op 29 maart 1989, uit delen van de bisdommen Anápolis, Ipameri en Uruaçu.

## Parochies
Het bisdom had in 2021 een oppervlakte van 16.424 km2 en telde 942.365 inwoners waarvan 63,7% rooms-katholiek was.

## Bisschoppen
- Agostinho Stefan Januszewicz (29 maart 1989 - 15 september 2004)
  - José Carlos dos Santos (hulpbisschop: 20 juni 2001 - 25 maart 2002)
- Afonso Fioreze (15 september 2004 - 12 juli 2017; coadjutor sinds 5 november 2003)
- Waldemar Passini Dalbello (12 juli 2017 - heden; coadjutor sinds 3 december 2014)

Brasilia (aartsbisdom) · Formosa · Luziânia · Uruaçu